# Hama
 Denne artikel bør gennemlæses af en person med fagkendskab for at sikre den faglige korrekthed.
    Oplysninger om befolkningstallet varierer en del

Hama er en by i det vestlige Syrien ved floden Orontes. 

## Historie
Byens historie kan føres helt tilbage til bondestenalderen. I jernalderen var den hovedsæde for et mindre kongedømme. En assyrisk hær udslettede byen i 720 f.v.t., hvorefter en ny by, Epifaneia, voksede frem omkring 200 f.v.t.  Byen blev erobret af araberne i 636 e.v.t. og fik så sit gamle navn tilbage.
Byen er en gammel handelsby, og den er blandt andet kendt for sine middelalderlige vandhjul, hvoraf de ældste stammer fra 1300-tallet, og som stadig er i brug. 
I 1982 var byen skueplads for et oprør mod den syriske regering, som blev blodigt nedkæmpet, og 10-20.000 mennesker mistede livet. Under borgerkrigen i Syrien fra 2011 har Hama været krigsskueplads flere gange.